# Pterosauromorpha
Pterosauromorpha — один із двох основних відділів Ornithodira, що включає птерозаврів та всі таксони, ближчі до них, ніж до динозаврів та їхніх близьких родичів (тобто Dinosauromorpha). Окрім птерозаврів, до Pterosauromorpha також входять базальна клада Lagerpetidae та деякі інші пізньотріасові орнітоди (такі як Scleromochlus).